# Павлов, Геннадий Васильевич
Павлов Геннадий Васильевич (4 мая 1941, с. Екатеринославка, Амурская область — 17 января 2022, Омск, Россия) — российский художник, резчик по дереву и бересте, график, каллиграф, живописец.
Имя Павлова внесено в энциклопедии города Омска и Омской области, в словарь-указатель «Изобразительное искусство Сибири XVII — начала XXI вв.»
Автор книги «Плетеный орнамент: история, приемы создания, реализация в материале».
Произведения хранятся в фондах
Всероссийского музея декоративно-прикладного и народного искусства,
ГК «Дворец конгрессов»,
Городском музее «Искусство Омска»,
Музее природы и человека,
Музея истории ОмГТУ, Современном музее каллиграфии.
Член Национального союза каллиграфов (2008). Присвоены звания «Ветеран ОмГТУ» (1995), «Ветеран труда» (2003), «Почётный работник высшего профессионального образования Российской Федерации» (2012).

## Биография
Павлов Геннадий Васильевич родился 4 мая 1941 года в селе Екатеринославка Октябрьского района Амурской области в семье служащих Павловых Василия Демьяновича (1 января 1915, д. Тоганашево Козловского р-на Чувашская АССР — 25 октября 1999, ОПХ «Сосновское» Таврического района Омской области) и Варвары Васильевны (урожд. Толубенко; 26 декабря 1915, д. Панино Октябрьского р-на Амурской области — 3 ноября 2003, Миасс Челябинской области). В семье 4 детей: помимо Геннадия Васильевича три дочери Людмила Васильевна (04 июня 1943 — 08 ноября 1978), Галина Васильевна (р. 11 октября 1944), Валентина Васильевна (р. 11 февраля 1945). Павлов Геннадий Васильевич скончался 17 января 2022 года в г. Омске.

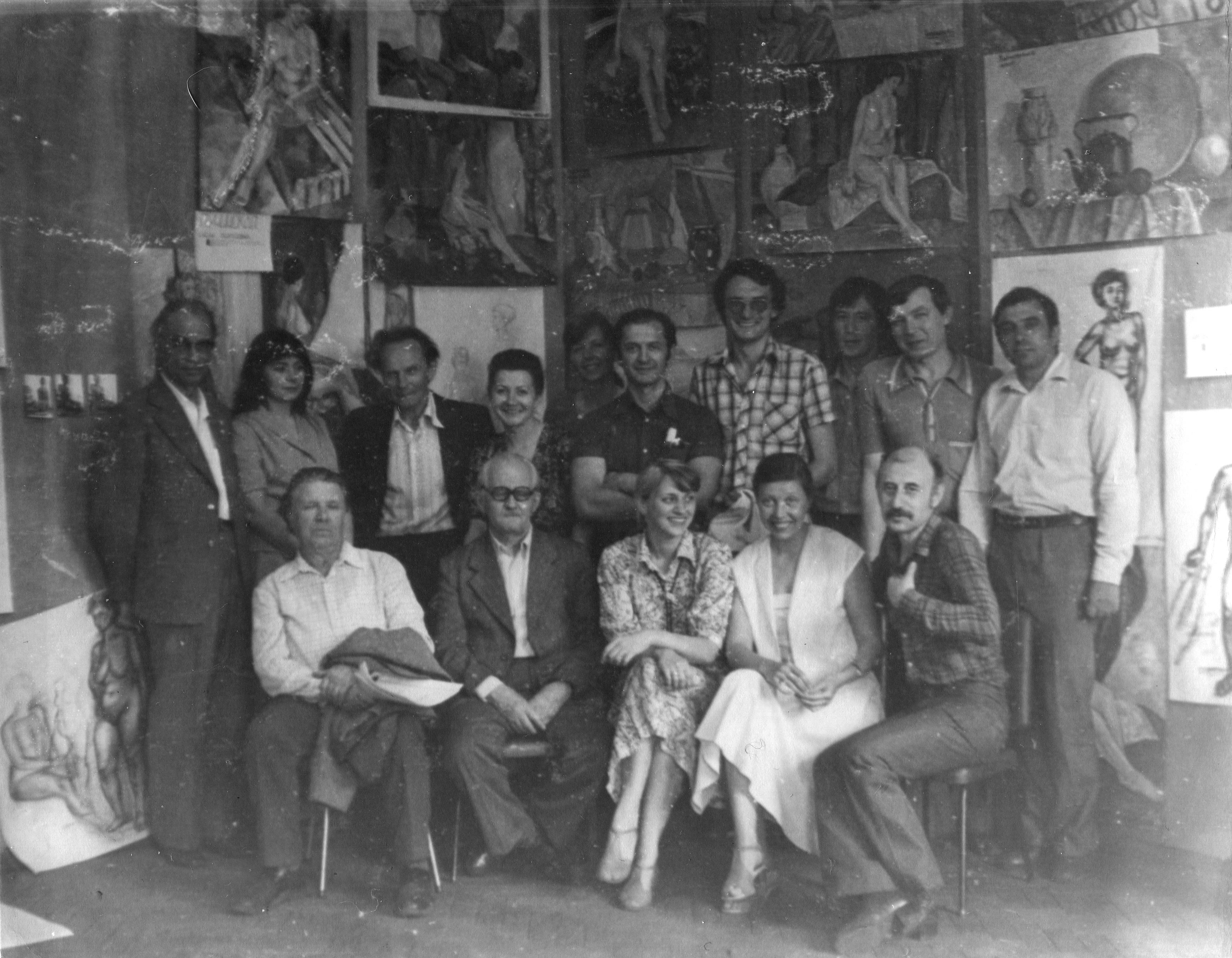
Просмотр (отчет) работ преподавателей художественных ВУЗов СССР. Факультет повышения квалификации МВХПУ, 1981.

5 мая 1967 года Павлов женился на Аржановой Галине Кузьминичне (р. 01 ноября 1942, Нальчик). В их семье родилось трое детей: Елена Геннадьевна (р. 19 февраля 1968, Омск), Дмитрий Геннадьевич (р. 15 мая 1971, Омск), Юрий Геннадьевич (р. 22 февраля 1979, Омск).
В 1959 году окончил среднюю школу № 59 города Шимановск Амурской области. 1 сентября 1959 — 29 июня 1961 года обучался в ПТУ № 2 города Белогорск Амурской области по специальности «Электромеханик».
Ноябрь 1961 — август 1964 года служил радистом в в/ч 2043 Пограничных войск ВС СССР.
1 сентября 1964 — 30 июня 1969 года обучался на Радиотехническом факультете ОмПИ по специальности «Конструирование и производство радиоэлектронной аппаратуры». Январь 1970 — август 1990 — сотрудник кафедры «Начертательная геометрия и инженерная графика» ОмПИ:
- ассистент (январь 1970—1974),
- старший преподаватель (1974 — август 1990).

Читал курс «Основы художественного конструирования». От ОмПИ неоднократно направлялся на стажировку в Московском высшем художественно-промышленном училище (бывшем Строгановском) по специальности «Промышленное искусство» (февраль — июнь 1975, февраль — июнь 1981, февраль — июнь 1983).
С 1990 года — художник Музея истории ОмГТУ.

## Творческая деятельность
Особое место среди омских художников занимает самобытный мастер Геннадий Васильевич Павлов. За многие годы творческой деятельности Павлов совместно со своими коллегами (Ю. В. Кудашкиным, П. Г. Мининым, Д. Г. Павловым, Р. Г. Сабировым и др.) внес большой вклад в развитие традиции художественной обработки дерева и бересты в Омской области, заложенные еще в 1970-е годы Б. Г. Заставным и В. С. Воробьевым.
Орнамент являет собой квинтэссенцию развития человека, давно забытый пленительный язык,
а не только декоративный элемент, каким его сегодня все и воспринимают.Геннадий Павлов 
Творческий мир Павлова восходит к основам русского тератологического орнамента и сочетает в себе образы славянской мифологии, христианства и основные символы народного творчества. Эти далекие и разные по мнению многих слои культуры наших предков в его произведениях не противопоставляются, а наоборот взаимно переплетаются, органично дополняя друг друга. Многолетнее кропотливое исследование орнаментальных изображений убеждают Павлова в том, что в них наряду с простым житейским смыслом заключалось нечто сакральное. Существует точка зрения, которую Павлов разделяет: «плетеный орнамент не что иное, как дошедшие до нас остатки древнего узелкового письма». Смысл своей творческой деятельности художник видит в возвращении в художественный обиход творческого наследия наших предков, закодированного в орнаментальные тексты.

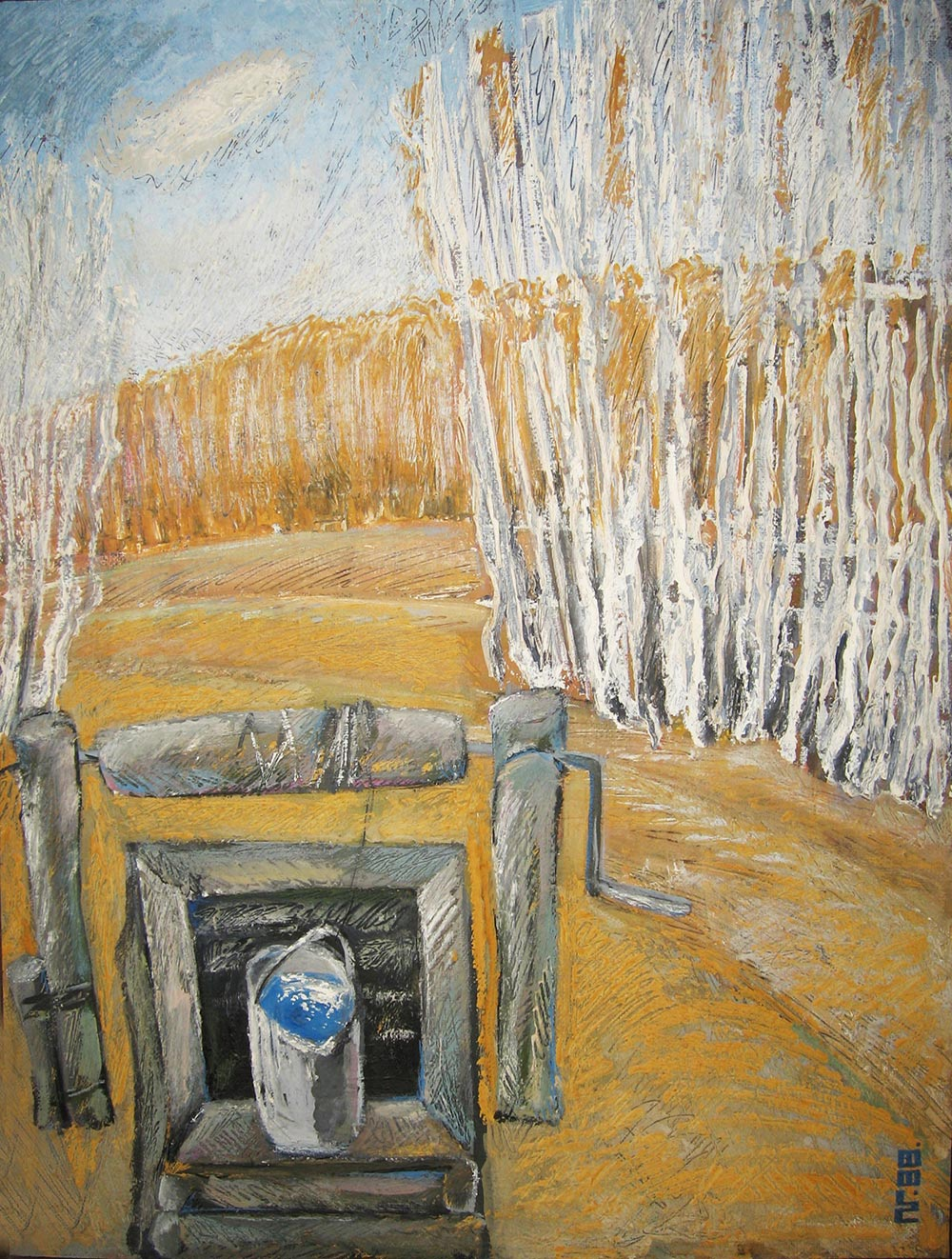
Павлов, Г. В. «Колодец».
50×70 см. Холст, темпера. 1988

Стремление к творчеству у Павлова проявилось с малых лет, однако эпоха химизации и электрификации, в которой он вырос, внесла свои коррективы на выбор жизненного пути художника. И он, как дитя своего времени, пошел по технической стезе. После школы Павлов получил специальность электромеханика в ПТУ (1959—1961), затем последовали служба радистом в рядах Пограничных войск СССР (1961—1964) и учеба на Радиотехническом факультете Омского политехнического института (1964—1969). Со временем тяга к искусству проявлялась все чаще. Это порождало чувство двойственности, внутреннего дискомфорта. Компромисс между зовом его души и инженерной деятельностью удалось найти только после учебы в ВУЗе: им стала работа на кафедре «Начертательная геометрия и инженерная графика» в родном институте. Около четверти века Павлов трудился на стыке искусства и техники. В начале 1970-х годов молодой преподаватель приступил к разработке лекционного курса «Основы художественного конструирования», суть которого заключалась в конструировании технических форм по законам красоты. Для него самого работа над лекциями стала основой его художественного самообразования. Чтобы сделать их интересными для студентов, Павлов погрузился в проблематику цветоведения, композиции, эргономики, искусствоведения и истории развития художественного конструирования (дизайна). Параллельно он занимался живописью. Руководство института неоднократно (1975, 1981, 1983) командировало Павлова на стажировку в Московское высшее художественно-промышленное училище (бывшее Строгановское). Его живопись получила высокую оценку у профессоров училища: Ф. Ф. Волошко, Д. К. Тегина, М. А. Щербакова. Именно их поддержка воодушевляет художника-самоучку на развитие своего творческого потенциала.
1980-е годы считаются периодом становления Павлова, как самостоятельного художника. Его интерес к живописи постепенно уходит на второй план, заменяясь декоративно-прикладным искусством и графикой. Смене его творческих ориентиров предшествовало открытие для себя книжной графики XII—XV веков, искусства плетеного орнамента Древней Руси. Это произошло в фонде редкой и ценной книги библиотеки Строгановского училища, на очередной стажировке в 1983 году.
Богатый опыт педагога и методиста побудили Павлова к конструктивному изучению вопросов орнамента. В его основу легли труды исследователей орнаментов разных времен и стилей: Гр. Гр. Гагарина, Н. Ф. Лоренца, А. Некрасовой, В. В. Стасова, Н. П. Сырейщикова и др. Процессу постижения основ орнамента сопутствует освоение довольно широкого спектра наук — истории, археологии, этнографии, искусствоведения, фольклористики. В это же время художник воплотил свои первые задумки в резьбе: изобразил на декоративных тарелках и панно свой излюбленный орнаментальный образ — птицу. Разные виды птиц — лебеди, голуби, жаворонки, гуси, аисты, кукушки — искусно оформляются мотивами растительного орнамента. В своей работе художник исходил из принципа «минимум средств — максимум выразительности». Его ранние произведения: «Лебединая песня» (1989), «Земля» (1990), «Гуси» (1991) — отличает неброская, но подлинная красота, рациональная простота.

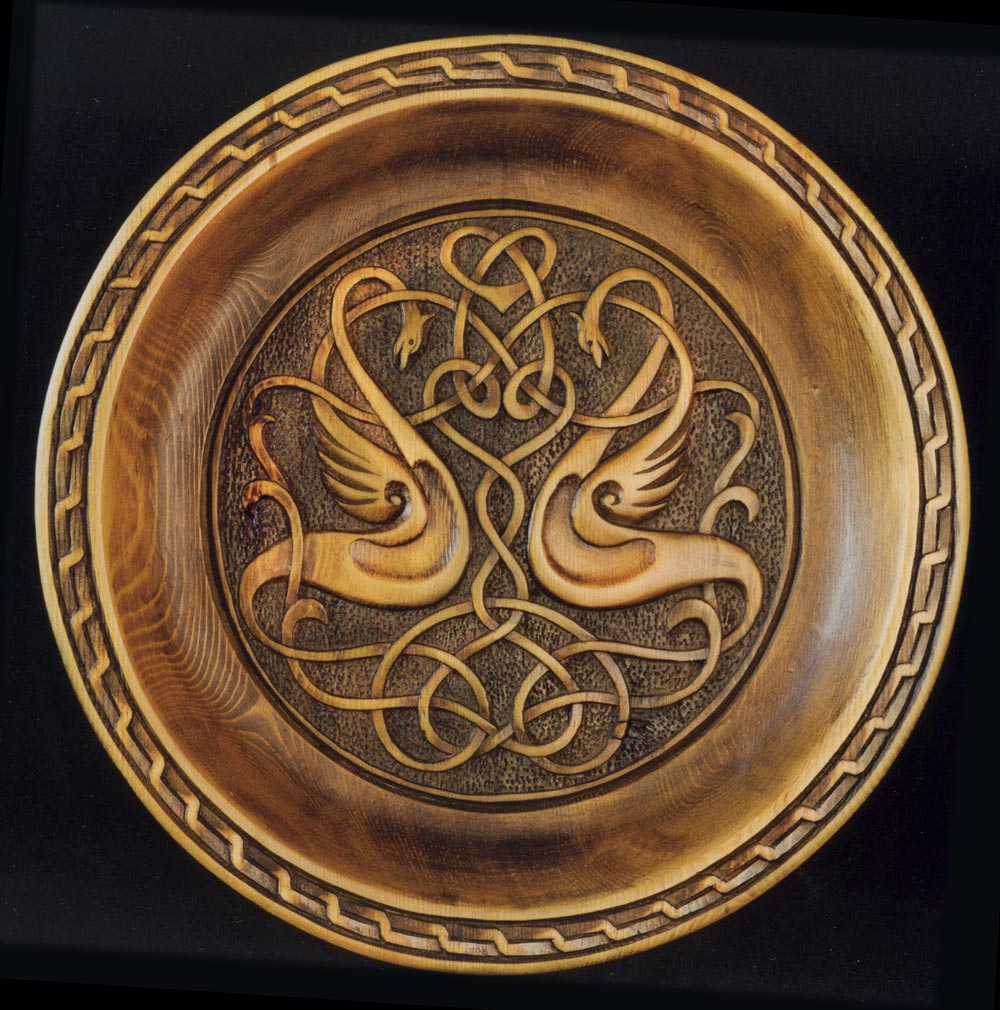
«Лебединая песня». 1989
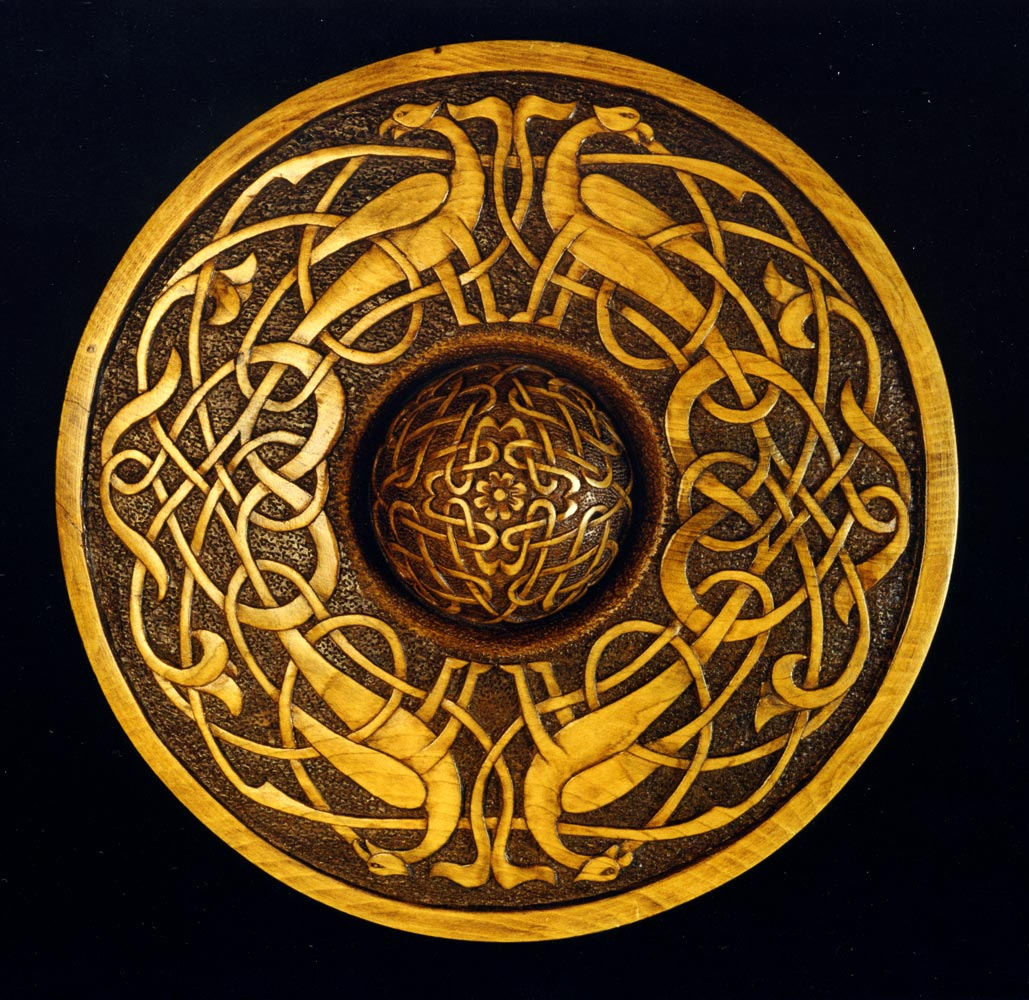
«Земля». 1990
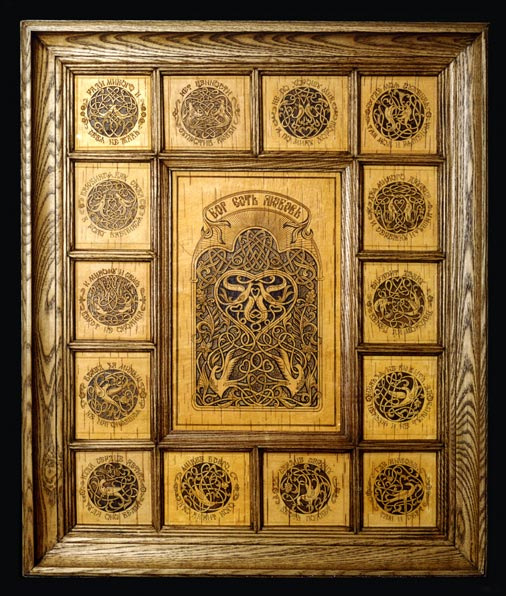
«Бог есть Любовь». 1990-е

Черты сделанности и техничности его произведений в наибольшей степени проявляются за счет филигранной, многослойной прорезной бересты, инкрустированной в массив дерева. Идея объединить два материала — дерево и бересту — приходит на 2-й всероссийской выставке декоративно-прикладного искусства («ЛенЭКСПО», 1991), где художник знакомится с творчеством томских мастеров художественной обработки бересты. Данная выставка становится знаковой для Павлова еще по одной причине: именно здесь он был потрясен тем, что никто из российских художников до сих пор не работал с орнаментом как самостоятельным видом искусства. Он может быть языком, посредством которого передается вся гамма чувств в процессе мировосприятия. Эта мысль питает стремление Павлова возвратить в художественный обиход творческое наследие наших предков — плетеный орнамент.
Долгие годы вникая в смысл и значение древних орнаментальных изображений, Павлов обнаружил, что в нем нет ничего произвольного, необязательного. Аналитический склад ума помог художнику разложить орнамент на составляющие (точка, линия, мотив) и выявить законы их взаимодействия (метр и ритм, контраст и нюанс, виды симметрий). Шаг за шагом начала выкристаллизовываться собственная методика разработки орнаментальной композиции. Наложение этой методики на четкий выверенный каркас идейного содержания дает его произведениям особую притягательность.
В начале 1990-е годов детальная проработка эскизов панно преобразовалась в самостоятельные графические работы. С этого времени Павлов позиционирует себя одновременно как художник-прикладник и график. Особую привлекательность его графическим листам придают уютно разместившиеся в орнаментике текстовые дополнения: «Журавль прилетел» (1995), «2000 лет христианству» (1998), «Животворящий Крест» (2004), «Жеравик» (2006) и др. Его необычная прикладная каллиграфия была замечена, и Павлов стал получать приглашения участвовать в регулярных выставках Современного музея каллиграфии. Благодаря этим выставкам художник вступает в Национальный союз каллиграфов в 2008 году.
Бесконечность орнаментального космоса Павлова к середине 2010-х годов находит отражение в девяти темах, раскрывающие грани его художественного мировосприятия:
1. Бог есть любовь. Идея данной серии базируется на самом главном послании Евангелия: Бог есть Любовь. Христос пострадал ради того, чтобы люди имели жизнь, и жизнь с избытком, чтобы эта полнота человеческого бытия не прекратилась со смертью, но перешла в вечность. Он сделал это, движимый любовью к людям, творению Своему, и через Его пример мы можем понять, что Любовь есть, в первую очередь, способность отдать себя другим, разделять с другими свою жизнь.
2. Оберегая пространство. Основой произведений данной серии лежит образ креста. В рамках данной темы художник под разными углами рассматривает роль креста в русской культуре. Для этого художник пытается понять и осмыслить мировоззрение наших предков, начиная с древних земледельцев энеолита и заканчивая современной христианской традицией. Для первых крест был одним из древнейших выразителей оберегающей идеи пространства, окружающего нас со всех четырех сторон. Крест помещали внутри солнечного круга, чтобы обозначить повсеместность его света. До наших дней в языке сохранились выражения: «пустить на все четыре стороны», «со всех четырех сторон». В понимании христианина крест видится, прежде всего, как знамение страданий Христа и Его победы. Страдание — добровольное принятие Христом смерти на кресте. Победа — поражение дьявола, победа над смертью, сокрушение верей адовых, и Крест сделался общим спасением для всего мира.
3. Орнамент как форма мировосприятия. Орнамент был и ныне остается одним из средств художественного оформления материальной культуры человечества. Он — всем доступная, понятная и самая распространенная форма пространственных искусств — сопровождает человечество на всех этапах его культуры. В данной серии художник раскрывает грани личного мировосприятия.
4. Мироздание. Мироздание, устройство мира, упорядоченность космоса — эти темы испокон веков волновали и продолжают волновать человечество. В произведениях этой серии художник показывает мироощущение наших предков. У древних славян мир был многоярусным: внизу земля с её лесами, полями, реками, морями, с множеством диких животных; вверху небо, солнце, луна и неисчерпаемость звезд. Был еще и подземно-подводный мир, малодоступный и непонятный.
5. Миф. Славянскую мифологию художник рассматривает как точку отсчета, на которой строится картина мироздания, чувство Родины. Образная система произведений этой серии предельно проста, но в то же время обладает чрезвычайной емкостью. В своих работах художник пытается выразить невыразимое, рассказать, как из ничего образовать нечто.
6. Узлы. В работах серии «Узлы» художник пытается разгадать тайны забытых основ орнамента Древней Руси. По мнению некоторых специалистов плетеный орнамент не что иное, как остатки узелкового письма, дошедшего до наших дней. Знаки этой «письменности» не записывались, а передавались с помощью узелков, завязанных на нитях, которые заматывались в клубки-книги. Память о древнем узелковом письме осталась в языке, в фольклоре. Мы до сих пор завязываем «узелки на память», говорим: «связать мысль», «спутать смысл», «нить повествования».
7. Времена года. В теме рассматривается система обрядов и праздников по славянскому народному календарю, носивший земледельческий характер. Изначально их жизненный уклад определялся сменой времен года, поворотными сроками солнечного календаря. Особенно выделялись четыре момента: зимний и летний солнцевороты, весеннее и осеннее равноденствия. Полная зависимость от природы заставляла земледельца тщательнейшим образом изучать окружающий его мир, примечать мельчайшие подробности природы, улавливать закономерности и связи одних явлений с другими. Это вылилось в целый свод правил, примет, тонких и верных наблюдений.
8. Вешние узоры. Геннадий Васильевич Павлов — это человек весеннего настроения. Весна для художника во многом отождествляется с естественным, природным началом года, когда пробуждается силы для нового витка жизни. Произведения этой серии посвящены весенним знакам, символам и праздникам. Особое внимание уделяется празднику Святой Троицы, стоящему в славянском календаре на границе весны и лета.
9. Птица — образ души человеческой. Птица, как и другие представители животного мира, в верованиях наших далеких предков, имела много образных значений. Каждое из присущих птицам физических свойств обозначало соответствующее духовное свойство или состояние, характерное для праведной души. Изображение птицы в орнаментальных композициях художника обычно фигурирует в сочетании с мотивом «лозы» или «древа жизни», что означает пребывание души в раю или внутри Церкви.

Обобщением его труда в области искусства орнамента стало учебное пособие «Плетеный орнамент: история, приемы создания, реализация в материале», презентация которого состоялась в Российской национальной библиотеке в 2013 году.

Графика
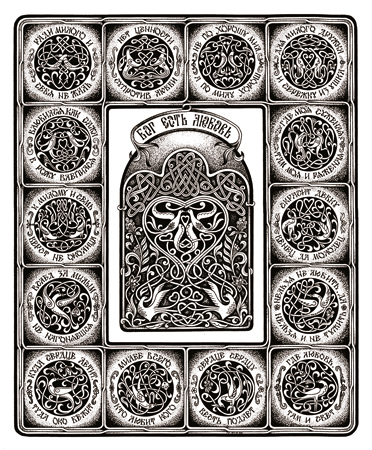
«Бог есть Любовь» из серии «Бог есть Любовь». Тушь, перо. 33×27 см. 1996
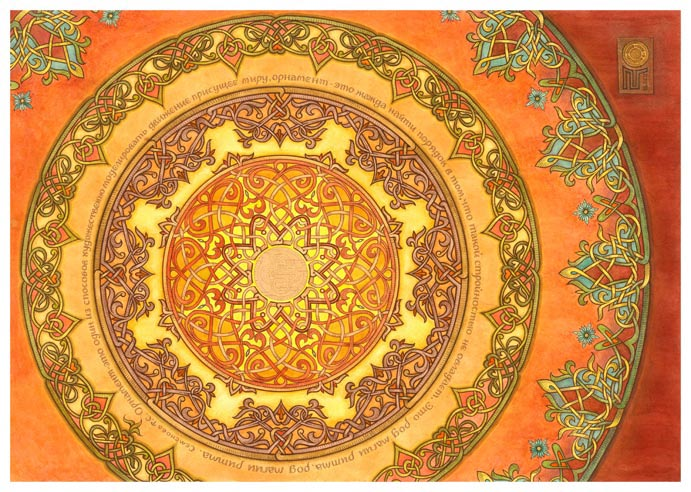
«Царица осень» из серии «Времена года». Тушь, акварель. 35×50 см. 2012
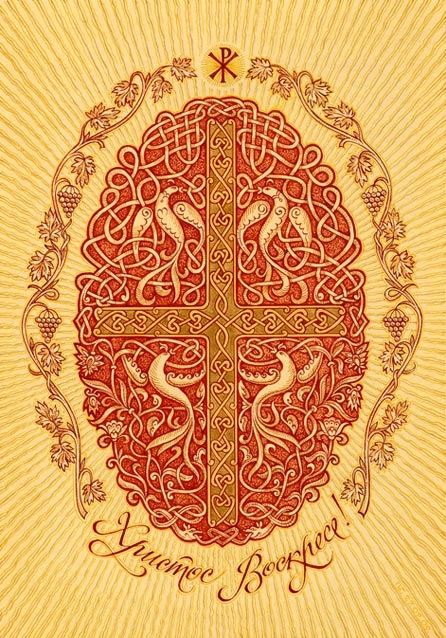
«Христос Воскресе!» из серии «Вешние узоры». Тушь. 29×20 см. 2009
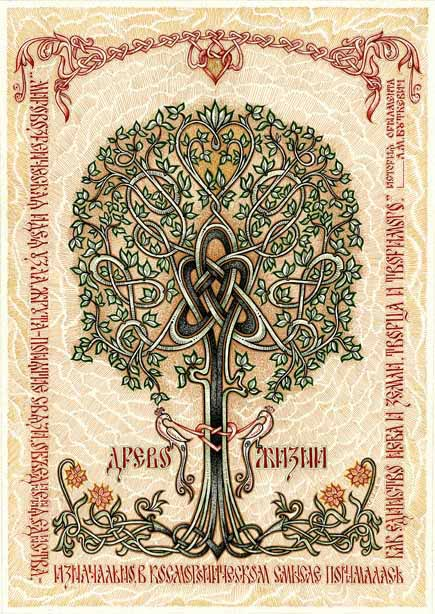
«Узел — Древо жизни», лист №2 из серии «Узлы». Тушь. 33×26 см. 2008
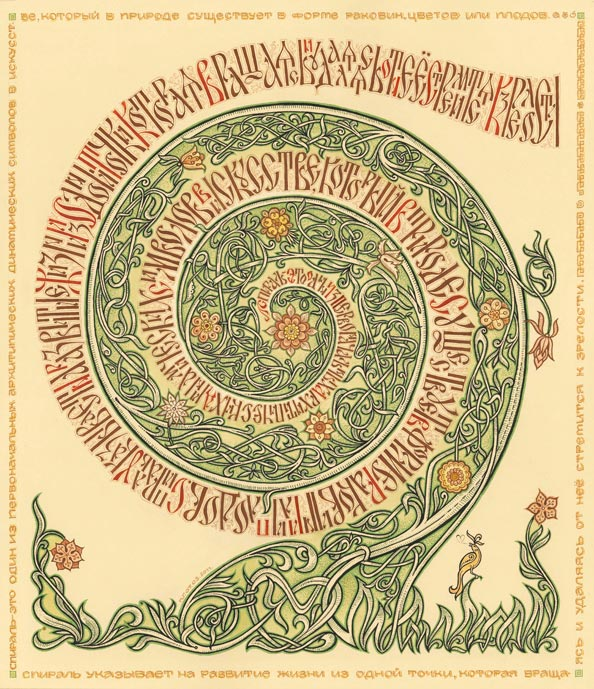
«Спираль. Из одной точки» из серии «Орнамент как форма мировосприятия». Тушь, акварель.  42×34 см. 2011
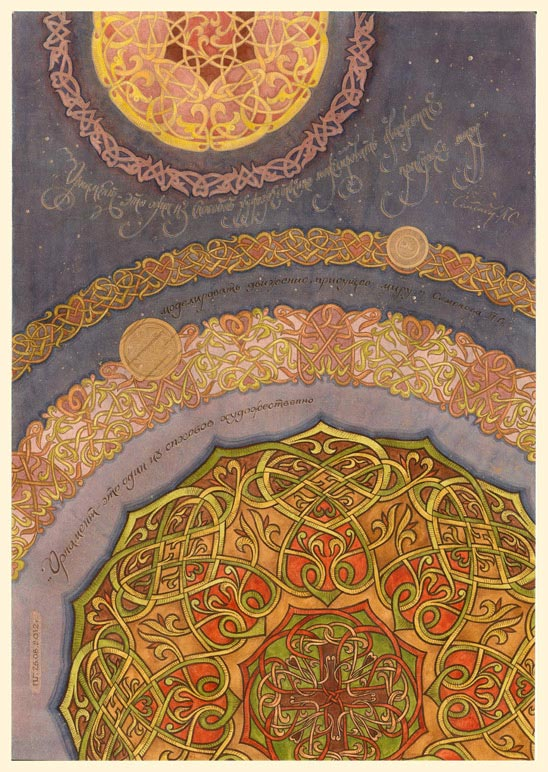
«Мироздание» из серии «Мироздание».  Акварель, тушь. 50×35 см. 2012
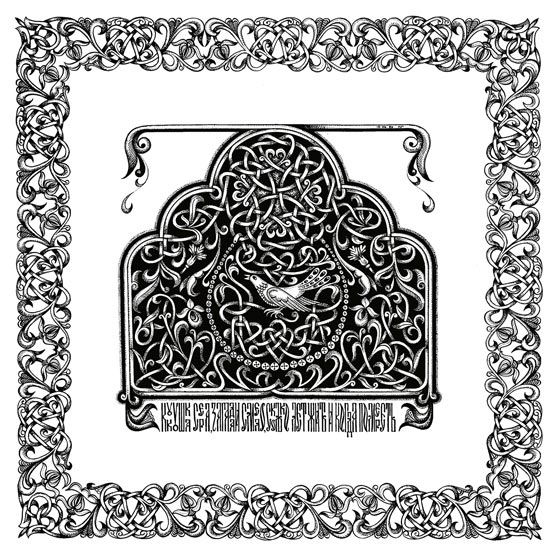
«Кукушка — птица вещая» из серии «Птица — образ души человеческой». Тушь. 26×26 см. 1996
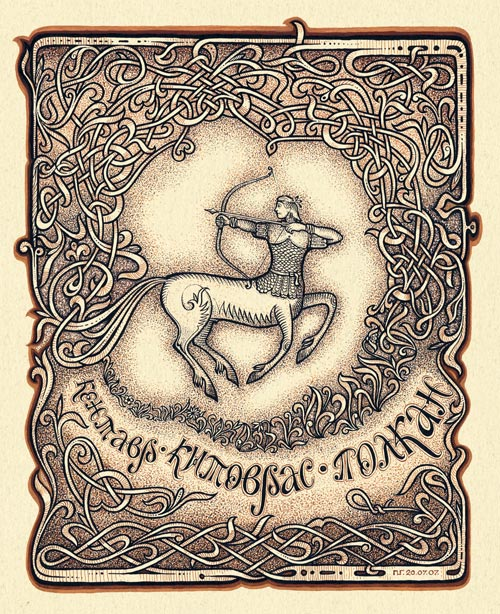
«Кентавр — Китоврас — Полкан» из серии «Мифы». Тушь. 27×22 см. 2007
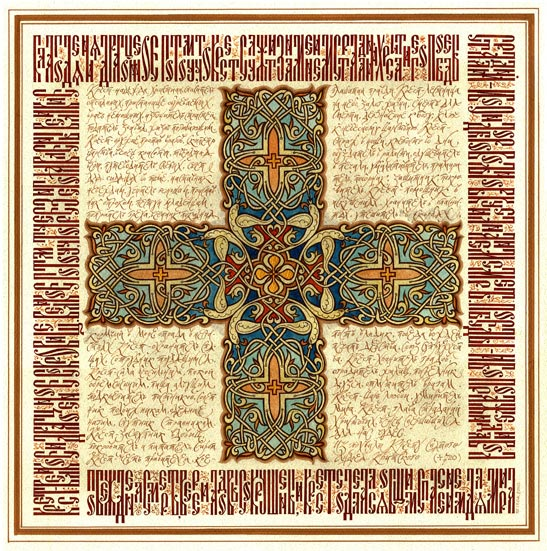
«Животворящий Крест Господень», лист №28, из серии «Оберегая пространство». Тушь, акварель. 31×30 см. 2007

## Выставочная деятельность

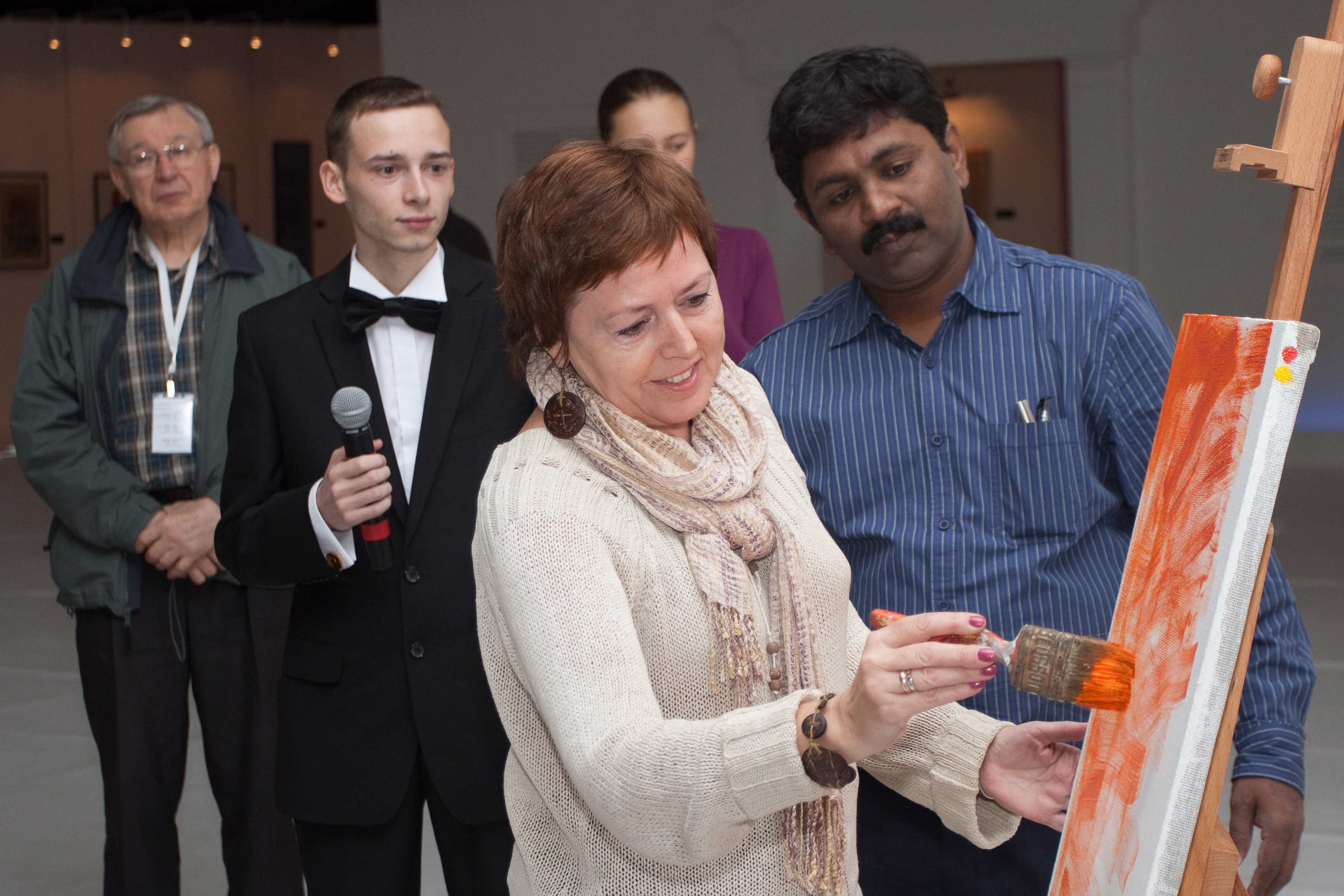
3-я международная передвижная выставка каллиграфии.
Великий Новгород, 2010

Последовательное изучение и работа над орнаментом сделали Павлова уникальным мастером в художественной среде Омска. С начала 1990-х годов его творчество оказалось необычайно востребованным — началась активная выставочная деятельность. Комитет по культуре и искусству Омской области включил его работы в экспозиции выставок «Дни культуры Омской области в США» (1993) и «Дни культуры Сибири в Швейцарии» (1996). Совместно с Г. А. Адаевым, В. В. Берестовым, В. Е. Ивановым, П. Г. Мининым, В. М. Никифоровым Павлову выпала честь представлять не только Омск, но и всю Сибирь на 2-й международной выставке «Православная книга и современное церковное искусство», прошедшей в стенах Государственной Третьяковской галерее в 1997 году.
Персональные выставки художника прошли в крупнейших музеях России:
- Омский областной музей изобразительных искусств имени М. А. Врубеля («Вешние узоры», 1997),
- Всероссийский музей декоративно-прикладного и народного искусства («Вешние узоры», 1998),
- Музей природы и человека («Да будет жизнь окрест», 2006),
- ГК «Дворец конгрессов» («Да будет жизнь окрест», 2013),
- Российская национальная библиотека («Да будет жизнь окрест», 2013).

Ряд выставок Павлов провел совместно со своим сыном Дмитрием, мастером миниатюрной иконы. К середине 2010-х годов его произведения входят в коллекции ВМДПНИ, ГК «Дворец конгрессов», ГМИО, ГОМПЧ, Музей истории ОмГТУ, СМК; в частные собрания России, Великобритании, Германии, Голландии, США, Франции, Швейцарии, Италии.
| ПЕРСОНАЛЬНЫЕ ВЫСТАВКИ | ПЕРСОНАЛЬНЫЕ ВЫСТАВКИ |
| --------------------- | --- |
| 1993                  | Выставка «Возрожденные ремесла России» Омский музей им. К. П. Белова                                                                                            |
| 1997                  | Выставка «Вешние узоры» Музей истории ОмГТУ, Омск |
| 1997                  | Выставка «Вешние узоры» (при участии С. В. Горбунова и Д. Г. Павлова) Омский областной музей изобразительного искусства им. М. А. Врубеля                       |
| 1998                  | Выставка «Вешние узоры. Мотивы древней Руси в творчестве Геннадия и Дмитрия Павловых» Всероссийский музей декоративно-прикладного и народного искусства, Москва |
| 1999                  | Выставка «Вешние узоры» АКПБ «Соотечественники», Омск |
| 1999                  | Выставка «Кружева на бересте» Сибирский культурный центр, Омск Проведен авторский семинар по орнаментальной резьбе по бересте.                                  |
| 2000                  | Выставка «Плетеные размыслы» Музей истории ОмГТУ, Омск |
| 2001                  | Выставка «Вешние узоры» Музей истории ОмГТУ, Омск |
| 2001                  | Выставка «Юбилейная» Музей истории ОмГТУ, Омск |
| 2002                  | Выставка «Вешние узоры» Галерея современного искусства «Стерх», Сургут                                                                                          |
| 2002                  | Выставка «Интеллектуальный лабиринт Геннадия Павлова» (при участии Д. Г. Павлова) Художественная галерея «Метаморфоза», Нефтеюганск                             |
| 2002                  | Выставка «Искусство Геннадия и Дмитрия Павловых» Окружной центр прикладного творчества и ремесел, Ханты-Мансийск                                                |
| 2003                  | Exhibition of Jocelyn McAuley, Gennady Pavlov, Roger Weise Jacobs Gallery, Eugene, OR, USA                                                                      |
| 2006                  | Выставка «Да будет жизнь окрест» Государственный окружной музей Природы и Человека, Ханты-Манскийск                                                             |
| 2009                  | Выставка С. Горбунова и Г. Павлова Государственный областной художественный музей «Либеров-Центр», Омск                                                         |
| 2011                  | Выставка «Плетеные размыслы Геннадия и Дмитрия Павловых» Музей истории ОмГТУ, Омск                                                                              |
| 2013                  | Выставка «Да будет жизнь окрест» Государственный комплекс «Дворец конгрессов», СПб                                                                              |
| 2013                  | Выставка «Да будет жизнь окрест» Российская национальная библиотека. СПб                                                                                        |
| 2014                  | Выставка «Оберегая пространство» (совместно с А. Н. Машановым) Государственный центр изобразительных искусств, Новосибирск                                      |

| ГРУППОВЫЕ ВЫСТАВКИ | ГРУППОВЫЕ ВЫСТАВКИ |
| ------------------ | --- |
| 1972               | Выставка «50 лет образования СССР» Дом художника, Омск |
| 1979               | Выставка «Слава труду» Дом художника, Омск |
| 1979               | Выставка «Молодость планеты» Дом художника, Омск |
| 1982               | Выставка «Прекрасна Родина моя» Дом художника, Омск |
| 1991               | 2-я всероссийская выставка ДПИ Выставочный комплекс «ЛенЭКСПО», СПб. |
| 1992               | Межрегиональная выставка-ярмарка «Народные промыслы и ремесла Сибири» в рамках 1-го всероссийского фестиваля русской культуры «Душа России» Омский государственный историко-краеведческий музей                   |
| 1992               | Областная выставка ДПИ в рамках 1-го всероссийского фестиваля русской культуры «Душа России» Омск |
| 1994               | Областная выставка «Народная картинка» в рамках 2-го всероссийского фестиваля русской культуры «Душа России» Дом художника, Омск                                                                                  |
| 1995               | Выставка «Добрых рук мастерство» Музейный комплекс музейной воинской славы омичей, Омск |
| 1995               | Выставка «Пасхальный снег» Художественная галерея «ДваЭл», Омск |
| 1997               | Пасхальная выставка Художественная галерея «ДваЭл», Омск |
| 1997               | Выставка, посвященная 850-летию Москвы Сибирский культурный центр, Омск |
| 1997               | Выставка «Святая Русь, храни Веру Православную» Сибирский культурный центр, Омск |
| 1997 — 1998        | Постоянная экспозиция «Современное церковное искусство» Сибирский культурный центр, Омск |
| 1999               | Всесибирская выставка изящных искусств «Свежее искусство Сибири» Выставочный павильон «Сибирская ярмарка», Новосибирск                                                                                            |
| 2000               | Областная выставка «Православие: традиции и современность» Отдел русской традиционной культуры Государственный центр народного творчества, Омск                                                                   |
| 2001               | Выставка «Путь к храму» в рамках Областного научно-практического семинара «Пути развития церковного искусства. Резная икона» Отдел русской традиционной культуры Государственный центр народного творчества, Омск |
| 2002               | 8-я всероссийская выставка «Православная Русь» Выставочный центр «Михайловский Манеж», СПб |
| 2002               | Выставка «Православная Русь» Омский областной музей изобразительного искусства им. М. А. Врубеля |
| 2004               | 3-я региональная передвижная выставка «Ремесла Сибири», посвященная 400-летию Томска Омск, Томск… |
| 2007               | 6-я всероссийская выставка «Символ Отчизны в сувенирах, полиграфии интерьере» Российский государственный военно-исторический центр при правительстве РФ, Москва                                                   |
| 2009               | Выставка графики, пластики малых форм, ДПИ омских художников «Тихая выставка» Дом художника, Омск |
| 2009               | Выставка графики, пластики малых форм, ДПИ омских художников «Тихая выставка» Таврический районный краеведческий музей, р.п. Таврическое Омской области                                                           |
| 2012               | Выставка «Был сказок полон лес» Областной музей изобразительных искусств им. М. А. Врубеля, Омск |
| 2014               | Выставка «Волшебные мгновения природы» Омский государственный историко-краеведческий музей |
| 2014               | Областная выставка «Святые земли Русской», посвященная 700-летию со дня рождения прп. Сергия Радонежского Отдел русской традиционной культуры Государственный центр народного творчества, Омск                    |
| 2014               | Городская выставка «Праздничный звон», посвященная 700-летию со дня рождения прп. Сергия Радонежского Государственный областной художественный музей «Либеров-Центр», Омск                                        |

| ЗАРУБЕЖНЫЕ И МЕЖДУНАРОДНЫЕ ВЫСТАВКИ | ЗАРУБЕЖНЫЕ И МЕЖДУНАРОДНЫЕ ВЫСТАВКИ |
| ----------------------------------- | --- |
| 1993                                | Выставка омских художников в рамках акции «Дни культуры Омской области в США» Нью-Йорк, Вашингтон, США                                                     |
| 1995                                | Выставка «Сибирь мастеровая» в рамках акции «Дни Сибирской культуры в Швейцарии» Женева, Швейцария                                                         |
| 1997                                | 2-я международная выставка «Православная книга и современное церковное искусство» Государственная Третьяковская галерея, Москва                            |
| 2002                                | Международная выставка «Православная Русь» Выставочный зал «Михайловский манеж», СПб                                                                       |
| 2003                                | 1-я международная выставка «Православная Русь» Выставочный комплекс «Гостиный двор», Москва                                                                |
| 2008                                | 1-я международная выставка каллиграфии Санкт-Петербургский государственный академический институт живописи, скульптуры и архитектуры им. И. Е. Репина, СПб |
| 2008                                | 1-я международная православная выставка-ярмарка «На землю Сибирскую Свет Троицы просиял» Областной экспоцентр, Омск                                        |
| 2008                                | Выставка «Мировая каллиграфия» Современный музей каллиграфии, Москва                                                                                       |
| 2009                                | 2-я международная выставка каллиграфии Конгрессно-выставочный центр «Сокольники», Москва                                                                   |
| 2010                                | 3-я международная передвижная выставка каллиграфии,Великий Новгород                                                                                        |
| 2011                                | 5-й международный фестиваль архитектуры, дизайна и искусства Торговая галерея «Сибирская Пирамида», Омск                                                   |
| 2012                                | 4-я международная выставка каллиграфии Современный музей каллиграфии, Москва                                                                               |
| 2013                                | Международная выставка каллиграфии «Слово воплощенно» Российская национальная библиотека, СПб                                                              |

| ВЫСТАВКИ-КОНКУРСЫ | ВЫСТАВКИ-КОНКУРСЫ |
| ----------------- | --- |
| 2002              | Областная выставка-конкурс «Омский сувенир» Международный выставочный центр «Интерсиб», Омск                                                                                         |
| 2002              | Выставка-конкурс «2+1», проводимая фирмами "Александр Браун и «Arjo Wiggins» Москва Диплом в номинации "Лучшее воплощение творческой идеи на дизайнерских бумагах «Arjo Wiggins»     |
| 2004              | Всероссийский конкурс «100 лучших товаров России» Москва Лауреат конкурса в номинации «ДПИ и народные промыслы». Обладатель почетного знака «Отличник качества»                      |
| 2005              | 3-я выставка-конкурс «Золотой трафарет 2005», проводимая журналом «Screen printing» Москва                                                                                           |
| 2009              | Выставка-конкурс «Святое писание в каллиграфии» Современный музей каллиграфии, Москва                                                                                                |
| 2014              | Областная выставка-конкурс среди несоюзных художников Дом художника, Омск Диплом I степени в номинации «Графика»                                                                     |
| 2014              | 5-й сибирский межрегиональный конкурс изданий высших учебных заведений «Университетская книга — 2014» ОмГТУ, Омск Диплом в номинации «Лучшее учебное издание по искусству и дизайну» |

Дипмомы, сертификаты и благодарственные письма
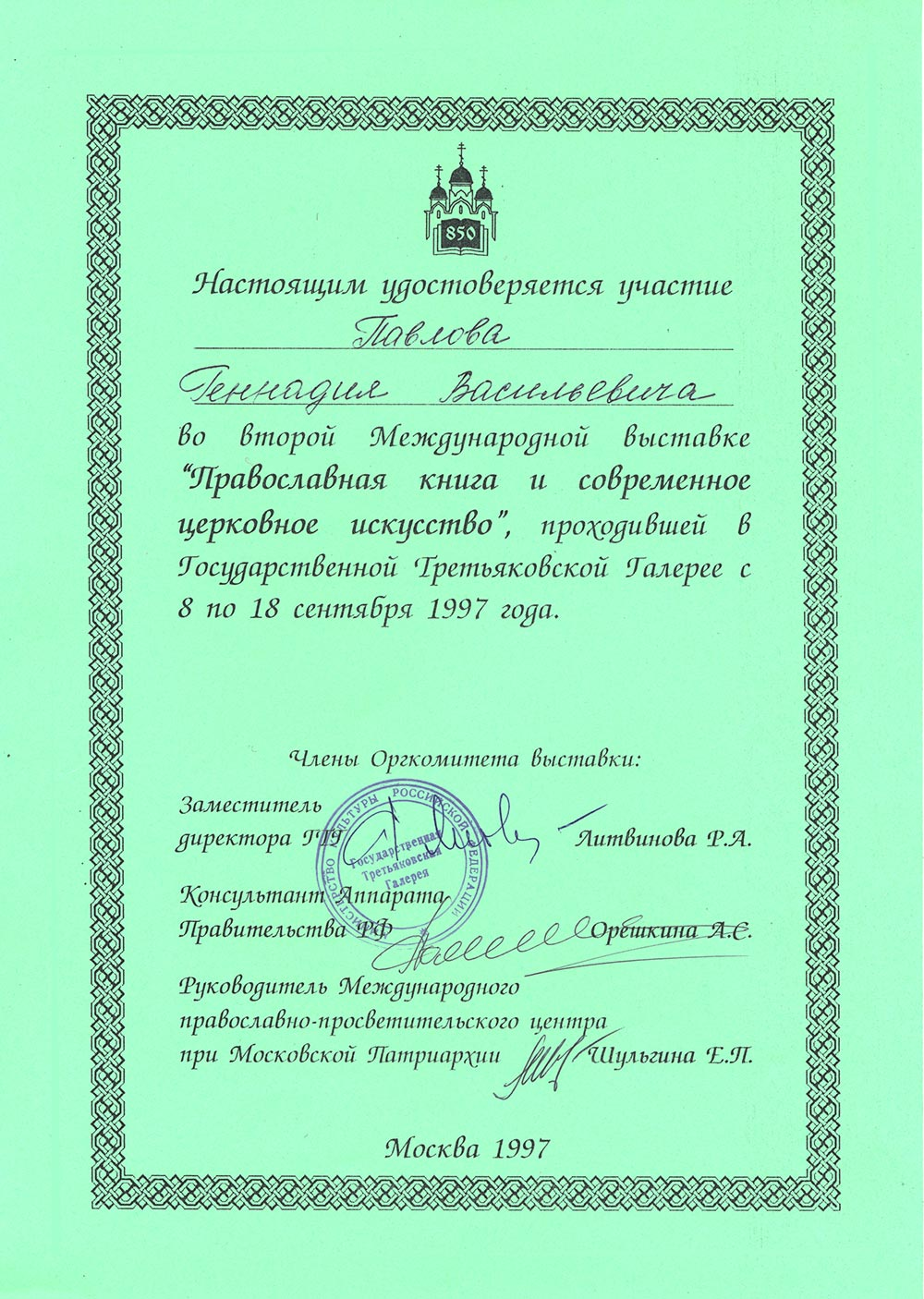
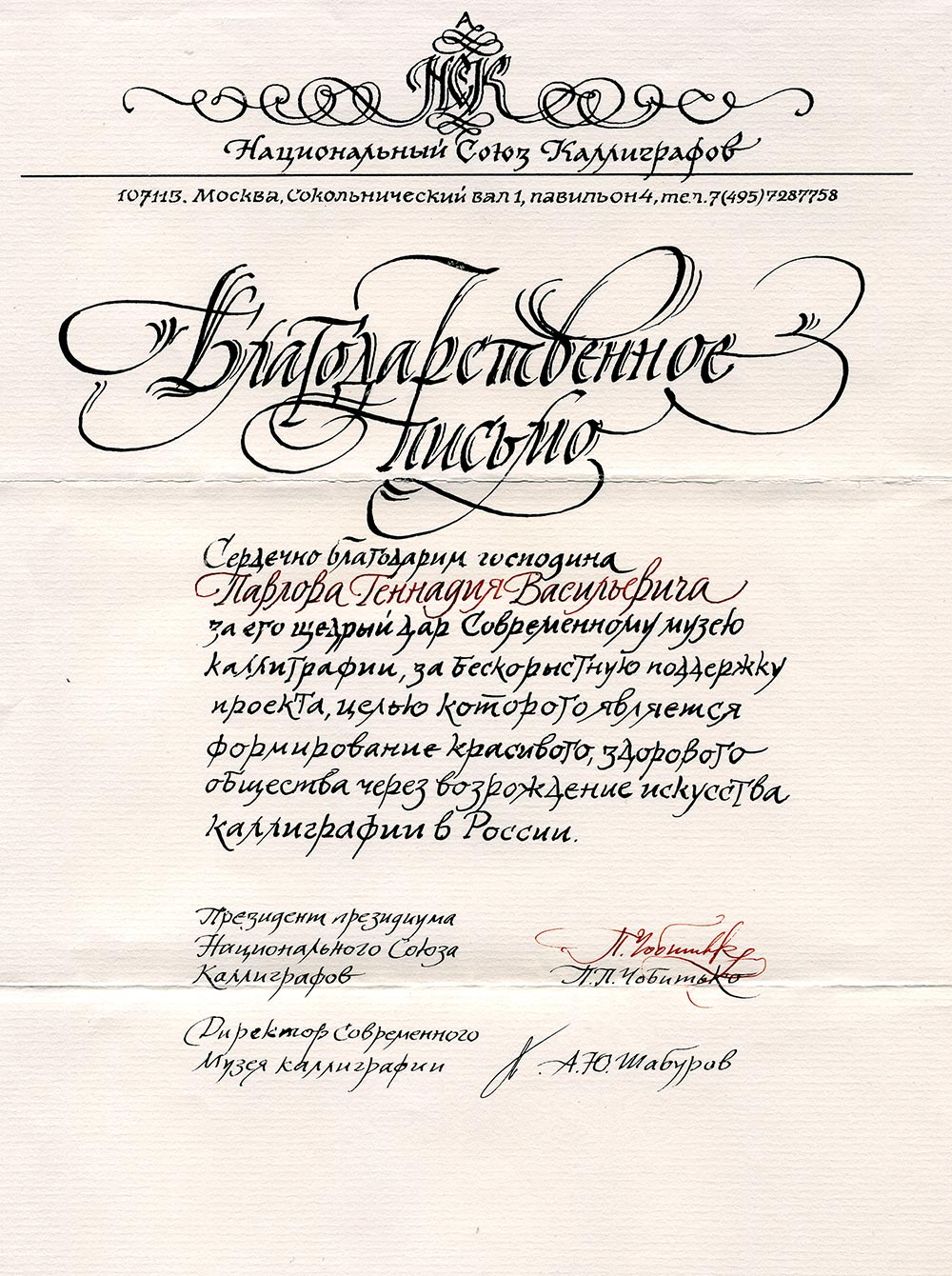
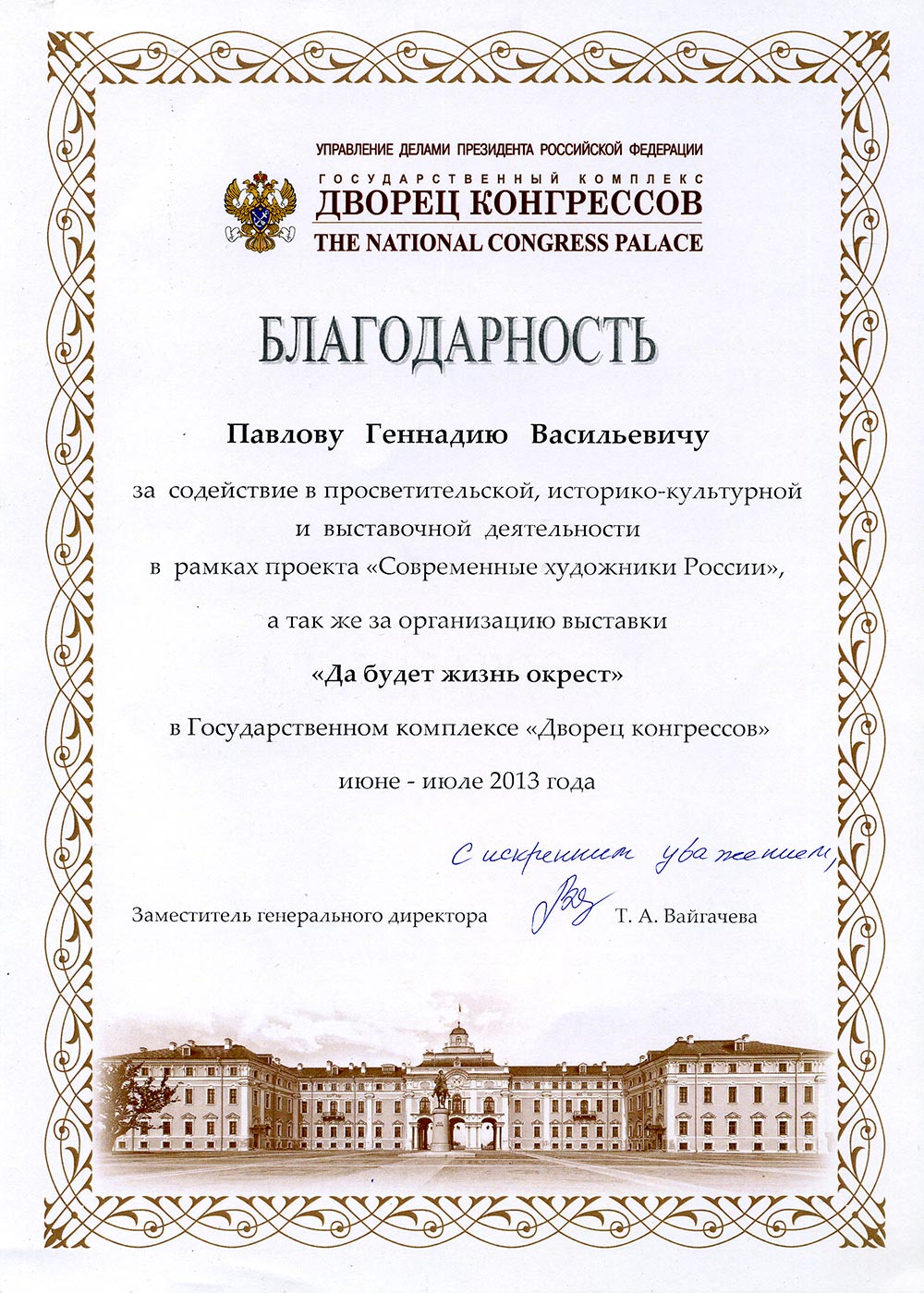
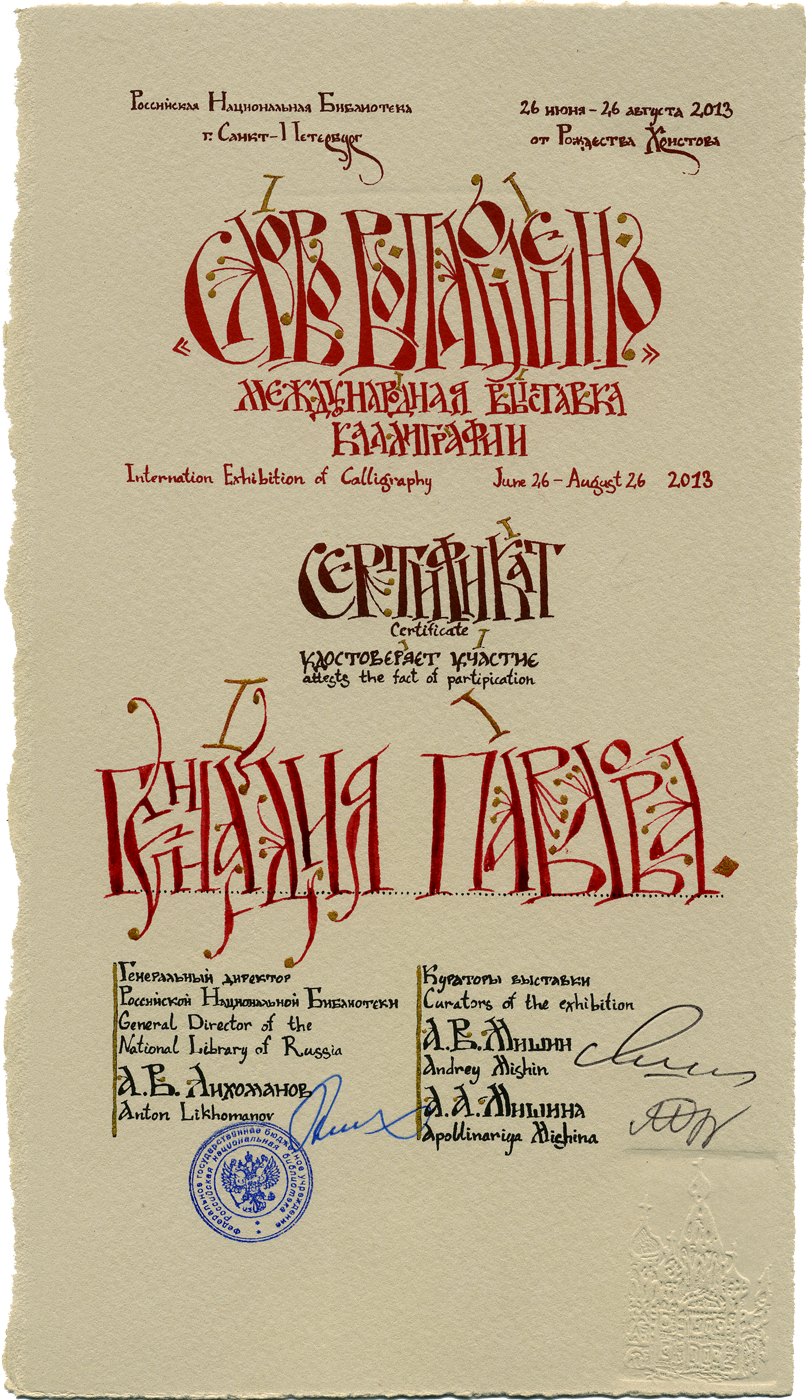

## Творческие и профессиональные награды
- Дипломант выставки-конкурса «2+1», проводимой фирмами «Александр Браун» и «Arjo Wiggins» в номинации "Лучшее воплощение творческой идеи на дизайнерских бумагах «Arjo Wiggins» (Москва, 2002);
- Дипломант выставки-конкурса «Золотой трафарет» (Москва, 2002);
- Лауреат Всероссийского конкурса «100 лучших товаров России» в номинации «Декоративно-прикладное искусство и народные промыслы».
- Обладатель почетного звания «Отличник качества» (Москва, 2004).
- Диплом в номинации «Лучшее учебное издание по искусству и дизайну» 5-го сибирского межрегионального конкурса изданий высших учебных заведений «Университетская книга — 2014».

Присвоены звания «Ветеран ОмГТУ» (1995), «Ветеран труда» (2003), «Почётный работник высшего профессионального образования Российской Федерации» (2012).

## Публикации
- Павлов, Г.В. Вешние узоры / Автор-сост., верстка Г.В. Павлов ; пер. —  Н.П. Байбаков. — Вешние узоры : каталог выставки. — Омск, 1997. — С. 2 – 3.
- Павлов, Г.В. Лабиринты длиной в сотни лет. — Формула времени. Культура и искусство Омской области на рубеже веков и тысячелетий. — Омск : Лео, 2005. — С. 47 – 53. — ISBN 5-87821-116-5.
- Павлов, Г.В. Лабиринты длиной в сотни лет / сост. В.А. Чудинов, К.С. Аникушин; Российская национальная библиотека, Региональное общественно благотворительное движение деятелей культуры и искусства «Наследие». — Геннадий и Дмитрий Павловы : Да будет жизнь окрест : Орнаментика и каллиграфия. Резьба по бересте, дереву и кости, графика : Каталог выставки. — СПб, 2013. — С. 7 – 8.
- Павлов, Г.В. Плетеный орнамент : История, приемы создания, реализация в материале : Учебное пособие. — Омск, 2013. — 168 с. — ISBN 978-5-8149-1442-2.
- Павлов, Г.В. Плетеный орнамент XII – XVI веков как форма осмысления мироздания / Сост. В.А. Чудинов, К.С. Аникушин;  Государственный комплекс «Дворец конгрессов», Региональное общественно благотворительное движение деятелей культуры и искусства «Наследие». — Геннадий и Дмитрий Павловы : Да будет жизнь окрест : Орнаментика и каллиграфия. Резьба по бересте, дереву и кости, графика : Каталог выставки. — СПб, 2013. — С. 9 – 13.
- Павлов, Г.В. Плетеный орнамент в декоре книги XII – XVI веков. — Редакторские чтения : Материалы 2-й российской научно-практической конференции с международным участием. — Омск, 2006. — С. 68 – 73.
- Павлов, Г.В. Плетеный орнамент как форма осмысления мироздания / Отв. ред. А. Н. Семенов. — Славянский мир: общность и многообразие: [Всероссийские дни славянской письменности и культуры : Материалы Международной конференции «Славянский мир: общность и многообразие ; 6-я межрегиональных научно-практических Кирилло-Мефодиевских чтений, 22 – 24 мая. — Ханты-Мансийск. — 574 с.
- Павлов, Г.В. Плетеные размыслы / Автор-сост. — Г.В. Павлов. — Плетеные размыслы. Резьба по дереву и бересте, графика : Каталог выставки. — Омск, 2011. — С. 2 – 3. — ISBN 978-5-8042-0180-8.